# Ladislav Koubek
Ladislav Koubek – mistr sportu (21. dubna 1920 – 9. října 1992) byl československý fotbalista, fotbalový reprezentant. Z SK Kročehlavy nastoupil do fotbalové Sparty, ve hře nastupoval na pozici centrforvard a záložník, byl kapitánem, startoval (i jako kapitán) za reprezentaci, později hrál za Zbrojovku Brno (tehdy Spartak ZJŠ Brno) a poté působil jako hrající trenér a trenér v TJ Auto Škoda Mladá Boleslav. Při 120. výročí založení Sparty byl uveden mezi elitní výběr Železná jedenáctka Sparty. "Šestice legendárních hráčů letenského klubu byla uvedena mezi elitní výběr In memoriam."

## Kariéra
- 264 ligových startů / 14 branek
- Sparta Praha: sezóny 1941–1956
- Mistr: sezony 1943/44, 1945/46, 1947/48, 1952, 1954
- Vítěz Českého poháru: 1943, 1944, 1946

### SK Kročehlavy
V době po okupaci pohraničí odešel z Duchcova do Kročehlav (dnes součást Kladna). Zde začal hrát za místní fotbalový klub SK Kročehlavy.

### AC Sparta Praha
V době sparťanské krize na podzim 1941, kdy se Sparta nacházela na posledním ligovém místě a bojovala o udržení v lize, nabídl pomoc Vlasta Burian. Kromě trénování brankářů nabídl i finanční příspěvek na nákup nových posil. Do Sparty nastoupil Kročehlavák Ladislav Koubek, designovaný centrforvard, jako jedna ze třech významných posil, a dále hrál jako krajní záložník. V prvním zápase jarní ligy, derby proti Slavii, hrála Sparta s výjimkou Koubka na všech formacích špatně . Hrozil sestup mužstva do druhé ligy. Sparta s novými posilami však na jaře dokázala postoupit na sedmé místo v lize a udržet se tak.
Liga 1944/1945 se nehrála, protektoři zakázali všechny větší sportovní akce. Čekalo se na konec války.
Na podzim 1946 se po několika mezinárodních zápasech Sparta vydala dvěma třímotorovými junkersy do kolébky fotbalu, Anglie. Z hráčů letěli tři záložníci: Koubek, Bláha, Kolský, ale například i redaktor "Četky" Josef Laufer. První z pěti zápasů, Arsenal Sparta skončil nerozhodně 2:2.
V roce 1950 zůstali ve Spartě vlastně jen dva staří mazáci - Senecký a Koubek.
V roce 1954 nastoupila Sparta (tehdy Sokolovo) proti národnímu mužstvu Rumunska. Veteráni Senecký a Koubek strhli ostatní k velkému výkonu. O trémě nepřemýšleli, ztratit neměli co, a tak jen získali. Převahu, vítězství a potlesk. 

### TJ Spartak ZJŠ BrnoaMladá Boleslav
Po konci v Spartě A hrál Ladislav Koubek za Spartu B, v Brně a Mladé Boleslavi. Do Zbrojovky (tehdy Spartak ZJŠ Brno) přišel jako ostřílený veterán na jaře 1957 ze Sparty, v jejímž dresu odehrál přes 500 zápasů. Nejlepší fotbalová léta odehrál na pravé záloze, ale v Brně už nastupoval spíš v obraně. Po jedné sezoně v oblastní soutěži odešel do Mladé Boleslavi, kde působil jako hrající kouč.

### Reprezentace
V reprezentaci sehrál 8 zápasů v letech 1946–1955, odehrál 647 minut. Gól žádný nevstřelil.
V roce 1956 sehrálo národní mužstvo internacionálů Československa utkání s Rakouskem. Koubek v záloze, František Plánička v brance. Československo vyhrálo 5:3.

### Trenér
Po kariéře hráče nastoupil jako trenér mužstva fotbalistů TJ Auto Škoda Mladá Boleslav.

### Distributor veselé nálady
Ladislav Koubek působil ve Spartě nejen jako spolehlivý a obětavý dříč, nýbrž jako distributor veselé nálady, do níž se nemusel nikdy nutit, kterou nosil stále v žilách a jíž nikdy neskrblil; jeho vtipy jiskřily přemírou bujnosti jako šumivé víno .
Při cestě Sparty do Anglie a Skotska a v roce 1946 pověděl Angličanům, že jeho spoluhráč Vejvoda je synem Jaromíra Vejvody, autora v té době nesmírně slavné polky Škoda lásky, přestože příbuzní nebyli. Angličané útočníka Vejvodu pak chovali ve zvláštní úctě. Po návratu do Československa chtěl Koubek vysvětlit skladateli Jaromírovi Vejvodovi, jak si vystřelil z Angličanů. Hudebník Jaromír Vejvoda údajně odpověděl: "Nic se neděje, Koubku, já už celou sezónu chodím na Spartu zdarma, jakoby za synem."
Jednou si nechal Ladislav Koubek podepsat zatím prázdný, nepopsaný pohled od Vlasty Buriana, velkého fandy Sparty, s tím, že jej zašle domů. Poté nad podpis nadepsal: "Posílám si, sám sobě podhlednici. Vlasta Burian" a adresoval jej divadlu Vlasty Buriana. Při následujícím shledání Burian Koubkovi pobaveně řekl: "Měl jste velké štěstí, Koubku, že jsem poštu ten den přebíral já. To by byla obrovská ostuda!"
Při jednom zápase, derby Sparta–Slavia, vyrazil Koubkovi Josef Bican přední zub.